# Гиллер, Соломон Аронович
Соломон Аронович Гиллер (латыш. Solomons Hillers, 14 января 1915, Рига — 7 июня 1975, там же) — советский химик-органик, академик АН Латвийской ССР.

## Биография
Соломон Гиллер родился 14 января 1915 года в городе Риге. Окончил Латвийский университет (1941). В 1946—1957 работал в Институте лесохозяйственных проблем АН Латвийской ССР.
Учредитель и директор (1957—1975) Института органического синтеза АН ЛССР.
Одновременно был профессором Рижского политехнического института (с 1964) и Латвийского университета (с 1973). Академик-секретарь Отделения химических и биологических наук АН Латвийской ССР (1963—1975).
Главный редактор журнала «Химия гетероциклических соединений» (1965—1975).
Соломон Аронович Гиллер умер 7 июня 1975 года в родном городе.
Автор работ в области химии пиримидинов и азиридинов, разработавшего промышленные способы получения ряда физиологически активных препаратов. Соавтор препарата фторафур, автор фурацилина, PASK и фурагина. Автор 80 патентов на изобретения в СССР и 40 патентов других стран.
Предприятие Olainfarm и Академия наук Латвии вручает премию имени С. Гиллера.